# جيلات بينيت
جيلات بينيت ( مواليد 12 مايو 1977) هي طاهية حلويات ومستشارة أولياء أمور إسرائيلية وهي زوجة رئيس الوزراء الإسرائيلي السابق نفتالي بينيت.